# Кириллова, Мария Яковлевна
Мария Яковлевна Кириллова (1 апреля 1921, Тюменская губерния — 18 февраля 2019, Екатеринбург) — советский и российский правовед, специалист по гражданскому и арбитражному праву.

## Биография
Родилась в Тюменской губернии 1 апреля 1921 года.
Участник Великой Отечественной войны. Кавалер ордена Отечественной войны (II степени) и медали «За боевые заслуги» (20.02.1945).
Окончила Свердловский юридический институт (1948). Кандидат юридических наук с диссертацией об исковой давности в советском гражданском праве (1952); профессор и заведующая кафедрой кафедры гражданского права Уральской государственной юридической академии.
Лауреат премии «Юрист года» (2015); заслуженный работник высшей школы РФ.
Скончалась 18 февраля 2019 года. Похоронена на Сибирском кладбище Екатеринбурга.

## Работы
Автор и соавтор более сотни научных публикаций, включая несколько монографий, учебников и учебных пособий; специализируется, в основном, на проблемах, связанных с правом собственности, сроками давности и авторском праве:
- Исковая давность. — М.: Юрид. лит., 1966. — 156 с.
- Гражданский кодекс РСФСР. Часть I: учебно-практическое пособие / Свердловский юридический институт, Кафедра гражданского права; отв. ред. доктор юридических наук, проф. О. А. Красавчиков, ред. коллегия М. Я. Кириллова и др.; авторы пояснений к статьям ГК РСФСР М. И. Брагинский и др. — Свердловск: Средне-Уральское книжное издательство, 1965. — 430 с.
- Договор поставки: Учеб. пособие / М-во высш. и сред. спец. образования РСФСР. Свердл. юрид. ин-т. — Свердловск: Свердл. юрид. ин-т, 1974. — 166 с.
- Развитие советского авторского права: Учеб. пособие / М. Я. Кириллова. — Свердловск: СЮИ, 1982. — 82 с.
- Гражданское право. Ч. 1. Практикум / авт. коллектив: М. Я. Кириллова и др.; отв. ред. С. А. Степанов. — Екатеринбург: УрГЮА, 2009. — 296 с. — ISBN 978-5-7845-0262-9.
- Товарный знак: постатейный комментарий статей 1477—1515 Гражданского кодекса Российской Федерации / Кириллова Мария Яковлевна и др.; под ред. П. В. Крашенинникова. — М.: Статут, 2010. — 222 с. — (Комментарии к Гражданскому кодексу Российской Федерации). — ISBN 978-5-8354-0652-4.
- Авторские и смежные с ними права: постатейный комментарий глав 70 и 71 Гражданского кодекса Российской Федерации / Кириллова М. Я. и др.; под ред. П. В. Крашенинникова. — М.: Статут, 2010. — 478 с. — (Комментарии к Гражданскому кодексу Российской Федерации). — ISBN 978-5-8354-0631-9.
- Сроки в гражданском праве. Исковая давность / М. Я. Кириллова, П. В. Крашенинников. — 3-е изд., испр. и доп. — М.: Статут, 2016. — 78 с. — ISBN 978-5-8354-1205-1.

## Награды
- Бронзовая медаль ВДНХ (07.04.1969)[3]